# Johann Adolf von Schwarzenberg

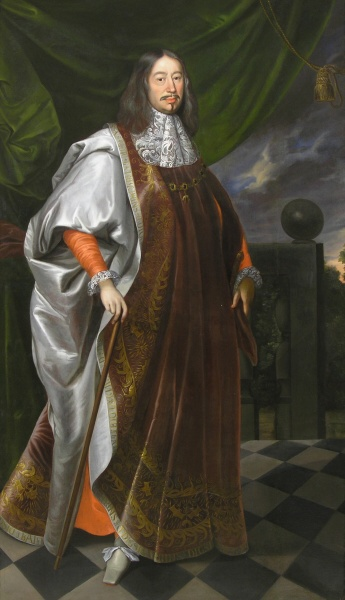
Johann Adolf I. von Schwarzenberg

Johann Adolf I. zu Schwarzenberg (* 20. September 1615 in Weibelskirchen; † 23. Mai 1683 in Wien-Laxenburg) aus dem Adelsgeschlecht Schwarzenberg war ab 1670 erster Fürst zu Schwarzenberg.

## Leben
Johann Adolf war Sohn des Grafen Adam von Schwarzenberg (Berater des Kurfürsten Georg Wilhelm von Brandenburg und von 1625 bis 1641 Herrenmeister der Ballei Brandenburg des Johanniterordens) aus dessen Ehe mit Margarethe Hartard Freiin von Pallant. Seine Mutter verstarb bei seiner Geburt.
1635 trat Johann Adolf in den Malteser-Orden ein und wurde Commandeur in Wildenberg. Als sein Vater am 14. März 1641 an einem Schlaganfall starb, erhielt er als Erbe nur die beweglichen Güter seines Vaters. Privilegien und überlassene Domänen, wie die Domäne Huyssen im klevischen Land, wurden ihm aberkannt und eingezogen. Dagegen erbte er 1646 von Georg Ludwig von Schwarzenberg aus dem älteren bayerischen Zweig der Adelsfamilie die fränkischen Stammlehen, die Grafschaft Schwarzenberg und die große Herrschaft Murau in der Steiermark.
Johann Adolf hatte sich nach den Erfahrungen seines Vates habsburgischen Diensten zugewandt. Er war seit 1637 Kämmerer, seit 1640 Reichshofrat und seit 1646 Hofkriegsrat, im selben Jahr auch Geheimer Rat des Erzherzogs Leopold Wilhelm von Österreich, des Statthalters der Spanischen Niederlande.  Seit 1645 war er dessen Oberstkämmerer und 1656 zugleich dessen Obersthofmeister. 1650 erhielt er von ihm den Orden vom Goldenen Vlies. Nach dessen Tod im Jahr 1662 ließ sich Johann Adolf I. von Schwarzenberg dauerhaft in Böhmen nieder und erwarb 1660 die Herrschaft Wittingau und 1661 die Herrschaft Frauenberg.
1670 erhob ihn Kaiser Leopold I. zum ersten Fürsten zu Schwarzenberg. Er wurde zeitgleich Reichshofratspräsident.
Der Fürst starb unerwartet, kurz vor Beginn der Zweiten Wiener Türkenbelagerung im Jahre 1683 am 23. Mai, nach anderen Quellen am 26. Mai 1683.

## Familie
Er war verheiratet mit Gräfin Maria Justina von Starhemberg. Seine Kinder waren
- Maria Ernestina von Schwarzenberg
- Johann Leopold Philipp von Schwarzenberg
- Ferdinand Wilhelm Eusebius Fürst zu Schwarzenberg
- Marie Amoštka von Schwarzenberg